# Jacob Kurz von Senftenau

Das Wappen der Kurtz von Senftenau

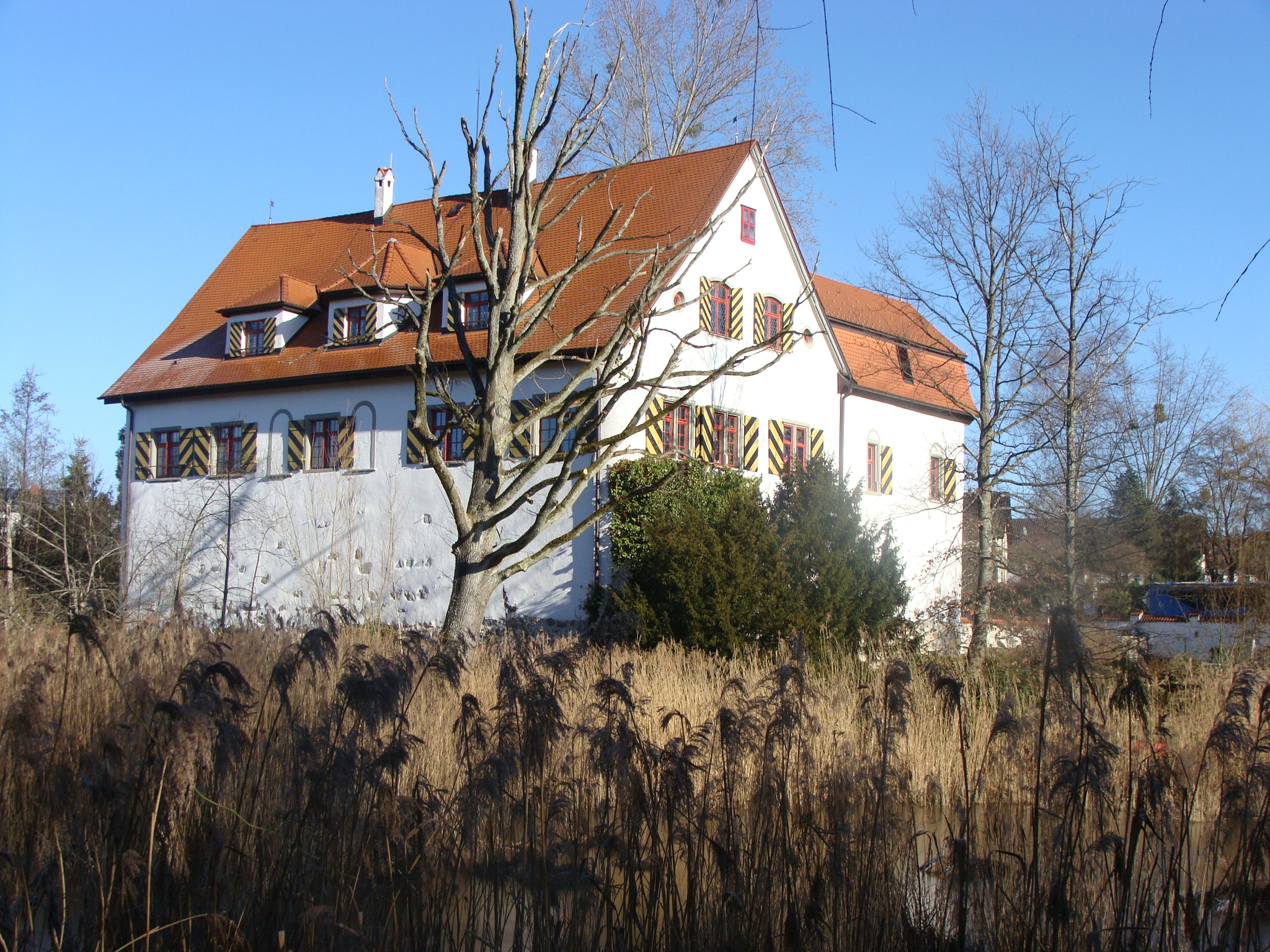
Schloss Senftenau in Lindau (Bodensee)

Jacob Kurz Freiherr von Senftenau (* 1553; † 11. März 1594) (teilweise auch Kurtz von Senftenau, latinisiert: Jacob Curtius, tschechisch: Jakub Kurz ze Senftenavy) war Reichsvizekanzler des Heiligen Römischen Reiches.

## Leben
Er entstammte dem Toblacher Zweig der in Tirol heimischen, angeblich aus Graubünden eingewanderten Familie Kurz. Sein Vater, Sebastian, der bereits in kaiserlichen Diensten stand, erwarb 1551 die Burg Senftenau bei Lindau, nach der sich die Familie fortan nannte. Er studierte an der Universität Siena und an der Universität Bologna Rechtswissenschaften. Er schloss mit dem Doktortitel ab.
Kurz von Senftenau war von 1570 bis 1586 unter Kaiser Rudolf II. Mitglied des Reichshofrates. Zwischen 1585 und 1594 war er kaiserlicher geheimer Rat.
Im September 1582 wurde er als kaiserlicher Kommissar nach Köln entsandt, um dort in den Kämpfen und Wirren, die durch den Austritt Gebhards von Truchsess aus der katholischen Kirche entstanden waren, die Sache des Reiches und des Kaisers zu führen. Hierbei solle er den Kölner Kurfürsten Gebhard I. von Waldburg zu fragen, ob es richtig sei, dass der Kurfürst den geistlichen Stand verlassen hätte und trotzdem Kurfürst bleiben wollte. Dieser antwortete ausweichend, ließ aber ein Edikt verbreiten, in dem er seine Trennung von der katholischen Kirche bestätigte.
Kurz von Senftenau war seit 1587 Verwalter der Reichshofkanzlei und kurze Zeit vor seinem Tod auch offiziell Reichsvizekanzler. Ungeachtet seiner einflussreichen Stellung wurde Kurz erst im März 1593 zum wirklichen Reichsvizekanzler ernannt, bis dahin hatte er das Amt nur als Verwalter geleitet. Beeidigt wurde er aber als Vizekanzler nicht mehr. Er starb am 11. März 1594 im 41. Lebensjahre, mitten während der Vorbereitungen für den Reichstag, auf dem seine Ernennung zum wirklichen Reichsvizekanzler hätte den Ständen kundgemacht werden sollen.
Verheiratet war er seit 1581 mit Ursula Weber, einer Tochter des vormaligen Vizepräsidenten Johannes Baptist Weber. Aus der Ehe gingen mehrere Kinder hervor. Der Sohn Johann Baptist Jacob Kurz von Senftenau war zunächst kaiserlicher Gesandter im Osmanischen Reich und trat später in den Jesuitenorden ein.
Kurz war offenbar sehr wohlhabend. Er hatte den Prälaten der Steiermark 12.500 Gulden geliehen. Erzherzog Matthias wies deren Mitglieder nach dem Tod von Kurz an, die laufenden Steuern zu erstatten um die Schuld des Standes gegenüber der Witwe zu bezahlen.
Kurz von Senftenau war an Literatur und den Naturwissenschaften interessiert. Er soll sogar selbst astronomische Geräte gebaut haben. In Prag vermittelte er zwischen den Gelehrten und dem Hof. Dies gilt etwa für den Versuch von John Dee in Kontakt mit dem Kaiser zu kommen. Er gehörte unter anderem zu den Förderern des Späthumanisten und Dichters Nicodemus Frischlin am kaiserlichen Hof. Auch Tycho Brahe hat er gefördert. Dieser hat auch in seinem Sommerschloss in Prag gewohnt. Dort hat später auch zeitweise Johannes Kepler gelebt. Begraben ist er in der St.-Thomas-Kirche in Prag.